# Điểm ruồi
Điểm ruồi là hệ thống nhắm hỗ trợ việc định hướng cơ bản của các loại vũ khí tầm xa như súng, nỏ hay các loại kính thiên văn. Nó không sử dụng các thấu kính như các loại ống nhắm. Điểm ruồi thường có hai bộ phận khác nhau: Một là thước ngắm hoặc đơn giản chỉ là hai thanh kim loại gắn vuông góc trên thân súng và đầu ruồi ở nòng súng. Cách nhắm là làm sao cho điểm ruồi phải nằm ở giữa hai thanh kim loại, ngang nhau một cách vuông góc. Thông thường thường thì những người mới tập bắn chưa thể điều khiển cách canh quá tập trung vào mục tiêu qua thước ngắm mà không chú ý đến đầu ruồi khiến cho đầu ruồi không nằm ở giữa thước ngắm mà hơi chếch sang hai bên, quá cao hoặc thấp đôi khi chẳng thấy đầu ruồi đâu khiến cho nòng súng bị lệch so với mục tiêu.

## Lý thuyết

Cách nhắm điểm ruồi với chấm xám là mục tiêu.

Trong các loại súng thì viên đạn sẽ đi một đường theo định luật của Newton. Khi nhắm chiều cao của điểm ruồi phải ngang bằng với chiều cao của thước ngắm và nằm ở chính giữa khe nhắm. Khi bắn về lý thuyết viên đạn sẽ trúng ngay phần đầu ruồi nhưng khi bắn súng sẽ có độ giật hướng lên trên nên thường sẽ nhắm hơi thấp hơn mục tiêu một tí. Những người mới tập bắn sẽ thấy việc nhắm bắn khá khó khăn và gây mỏi mắt khi cứ phải tìm đầu ruồi và điều chỉnh nó cho đúng mục tiêu.
Thước ngắm hay khe nhắm thường đặt trên thân súng gần mắt xạ thủ để có thể cung cấp một tầm nhìn rộng và dễ dàng nhìn thấy đầu ruồi. Đầu ruồi thường nằm trên đầu súng nó có thể có một cái vòng hay khung và được mài nhám hay mạ tối để tránh bị chói.
Việc nhắm bằng đầu ruồi đòi hỏi sự chính xác khá cao với phạm vi 40m 